# تجربة النجم المزدوج لدي سيتر
شرع العالم فيليم دي سيتر في توصيف تأثير النجم المزدوج عام 1913 (وكذلك فعل العالم دانيال فروست كومستوك عام 1910) وذلك كان بهدف مناصرة نظرية النسبية العامة ضد منافستها نظرية الانبعاث للعالم والتر ريتز، والتي افترض فيها أن سرعة الضوء في الفراغ متغيرة. ومن ثم وضح دي ستر عن طريق تجربته أنه لو صحت فرضية ريتز، فسوف تظهر مدارات النجوم الثنائية كما لو كانت متباعدة مركزيًا بصفة مبالغ فيها، وذلك على خلاف صارح مع التجربة العملية وقوانين ميكانيكا الأجرام السماوية. وبالتالي فلابد وأن تكون نتيجة تلك التجربة سلبية. وهذا بالضبط ما أكده البروفيسور كينيث بريشر عام 1977 عن طريق تحليل طيف الأشعة السينية المنبعثة من النجوم الثنائية. وللمزيد عن التجارب المتعلقة بالنسبية العامة، انظر تجارب النسبية العامة.

## التأثير
| |  |  |
| حجة دي ستر المعارضة لنظرية الانبعاث: طبقًا لنظرية الانبعاث، فإن سرعة الضوء نسبية، وهي تساوي c بالنسبة لمصدر الضوء الأصلي. وإن صحت تلك الفرضية، فإن سرعة الضوء المنبعث من نجم مزدوج بالنسبة لمراقب على كوكب الأرض سوف تتغير على حسب موقع النجم في مداره: هل هو يبتعد عنا أم يقترب منا. وفي حالة نجم تجتمع فيه الخصائص الآتية: سرعة مدارية مناسبة، مكانه بعيد عن الأرض، مستوى مداره يميل على خط البصر أو يوازيه؛ فسوف يبدو كما لو كان الضوء «السريع» الذي انبعث أثناء اقتراب النجم يسبق الضوء «البطئ» الذي انبعث في أثناء انحساره. وبالتالي فسوف يبدو للمراقب البعيد كما لو كانت قوانين كيبلر للحركة خاطئة. وذلك بالإضافة إلى رصد العديد من الظواهر العجيبة مثل: 1) كما نرى في الصورة المتحركة، ظهور منحنى ضوء النجم بشكل عجيب لم يسبق أن ظهر مثله من قبل، 2) ظهور تأثير دوبلر وحدوث انزياح أحمر وأزرق بصفة متطرفة، مما يعني أن مدار النجم لا يتبع قوانين كيبلر، 3) خطوط طيف متشققة (لاحظ في الصورة أن الضوء المزاح ناحية اللون الأزرق والضوء المزاح ناحية الضوء الأحمر يصلان إلى المراقب في ذات الوقت)، 4) وأخيرًا، فسوف تتقطع صورة النجم بصفة دورية عند رصدها بواسطة تيليسكوب (هذا إذا كان قدرة التيليسكوب التحليلية كافية لرصد صورة النجم من الأساس). |  |  |

وطبقًا لنظرية الانبعاث البسيطة، فإن سرعة الضوء المنبعث من جسم ما تساوي c بالنسبة لمصدر الضوء نفسه (أي أن سرعة الضوء نسبية تتغير على حسب سرعة المراقب، وهو ما يخالف الواقع). وإذا افترضنا عدم وجود أي عوامل تتسبب في إبطاء سرعة الضوء وتعقيد الحسابات (ووجود هذه العوامل من الأساس هو اعتقاد قديم تم إثبات خطؤه، مثل الاعتقاد الخاطئ بوجود مادة أثيرية ينتشر فيها الضوء)، فمن المتوقع أن يحتفظ الضوء بسرعته حتى يصل إلى المراقب. وطبقًا للفرضية السابقة، إذا كان مصدر الضوء يتحرك في اتجاه المراقب أو مبتعدًا عنه بسرعة مقدارها v فسوف تتغير سرعة الضوء بذلك المقدار، أي أن الضوء سوف يتحرك بسرعة (c-v) أو (c+v) في اللحظة التي يصل فيها إلى المراقب.
وفي عام 1913، زعم فيليم دي ستر أنه لو كانت الفرضية السابقة صحيحة، فمن أحد النتائج التي تستتبعها هو أن النجم التابع لنظام نجمي مزدوج سوف يتخذ مدارًا يجعل سرعته متأرجحة وهو يقترب ويبتعد من المراقب. وبالتالي فإن سرعة الضوء التي تصل إلى المراقب سوف تتغير تبعًا لموقع النجم في المدار. قد لا نلاحظ تغيرًا جسيمًا في مدار نجم قريب يتحرك بسرعة مدارية بطيئة نسبيًا (أو أن مستواه المداري متعامد تقريبًا على خط الرؤية). ولكن إذا ما هممنا بمراقبة نجم يتحرك بسرعة مدارية كبيرة بما فيه الكفاية (ومداره مائل على خط البصر)، فما سوف يحدث هو أن الضوء «السريع» الذي تحرك في وقت متأخر سوف يواكب أو ربما يتخطى الضوء «البطئ» الذي بدئ حركته في وقت مبكر، وبالتالي فسوف تظهر صورة النجم إلينا مبعثرة وغير متسلسلة. مما يعني بعبارة أخرى أنه لو صحت نظرية ريتز، فسوف يبدو للمراقب البعيد كما لو أنه تم خرق قوانين كيبلر للحركة المدارية.
ومن هنا عكف دي ستر على دراسة النجوم الثنائية، وانتهى بحثه بعدم وجود أي نجوم تخالف مداراتها قوانين كيبلر. فقد لاحظ دي ستر أن الفارق الزمني بين وصول الأشعة الضوئية «السريعة» والأشعة «البطيئة» يتناسب طرديًا مع بُعد النجم عن المراقب طبقًا لنظرية الانبعاث البسيطة. وعلى ذلك توصل دي ستر في دراسته التي اشتملت على نجوم تبعد بمسافات معقولة وتتحرك بسرعات مناسبة، إلى أنه من ناحية إحصائية، من المؤكد أن هذا التأثير كان سيظهر على الفور في أحد الحالات الخاضعة الدراسة. ومن هنا استنتج أن عدم ظهور ذلك التأثير هو دليل قوي على إثبات خطئ نظرية الانبعاث.